# Hayastani Ankaxowt'yan Gavat' 2006
La Hayastani Ankaxowt'yan Gavat' 2006 (conosciuta anche come Coppa dell'Indipendenza) è stata la 15ª edizione della Coppa nazionale armena. Il torneo è iniziato il 25 marzo con il turno preliminare e si è concluso il 9 maggio 2006. Il Mika Ashtarak ha vinto la coppa per la quinta volta battendo in finale il Pyunik Erevan.

## Turno preliminare
Gli incontri di andata si disputarono il 25 e 26 marzo mentre quelli di ritorno il 1° e 2 aprile 2006.
| Squadra 1       | Totale | Squadra 2        | Andata | Ritorno |
| --------------- | ------ | ---------------- | ------ | ------- |
| Gandzasar Kapan | 7 - 1  | Mika-2 Ashtarak  | 3 - 1  | 4 - 0   |
| Pyunik-2 Erevan | 1 - 3  | Banants-2 Erevan | 1 - 0  | 0 - 3   |
| Ararat Erevan   | 7 - 1  | Ararat-2 Erevan  | 4 - 0  | 3 - 1   |
| Shirak Giumri   | 2 - 1  | Hay Ari Erevan   | 0 - 1  | 2 - 0   |

## Quarti di finale
Gli incontri di andata si disputarono il 5 e 6 mentre quelli di ritorno il 9 e 10 aprile 2006.
| Squadra 1       | Totale | Squadra 2        | Andata | Ritorno |
| --------------- | ------ | ---------------- | ------ | ------- |
| Gandzasar Kapan | 1 - 3  | Mika Ashtarak    | 1 - 0  | 0 - 3   |
| Kilikia Erevan  | 5 - 4  | Banants-2 Erevan | 1 - 1  | 4 - 3   |
| Pyunik Erevan   | 7 - 6  | Ararat Erevan    | 1 - 1  | 6 - 5   |
| Shirak Giumri   | 1 - 2  | Banants          | 0 - 0  | 1 - 2   |

## Semifinale
Gli incontri di andata si disputarono il 19 mentre quelli di ritorno il 26 aprile 2006.
| Squadra 1     | Totale | Squadra 2      | Andata | Ritorno |
| ------------- | ------ | -------------- | ------ | ------- |
| Mika Ashtarak | 4 - 0  | Kilikia Erevan | 3 - 0  | 1 - 0   |
| Pyunik Erevan | 2 - 2  | Banants        | 1 - 0  | 1 - 2   |

## Finale
La finale si svolse il 9 maggio 2006.
| Erevan 9 maggio 2006                                    | Mika Ashtarak | 1 – 0 | Pyunik Erevan | Hanrapetakan Stadium (1.400 spett.) |
| \| \| \| \| \| Armen Shahgeldian 24’ \| Marcatori \| \| |               |       |               |                                     |
|                                                         |               |       |               |                                     |
| Armen Shahgeldian 24’                                   | Marcatori     |       |               |                                     |